# 3002 Delasalle
3002 Delasalle (1982 FB3) là một tiểu hành tinh vành đai chính được phát hiện ngày 20 tháng 3 năm 1982 bởi Henri Debehogne ở La Silla.